# Хидрогел завој
Хидрогел завој је тродимензионална хидрогелна мреже које се састоје од хемијски или физички умрежених хидрофилних полимера,  са високим (90%) садржајем воде. Настали су из хидрофилних полимера који су у центару истраживања у нанотехнологији због њихове перципиране „интелигенције“. Могу се користити као танки филмови, скелет или наночестице у широком спектру биомедицинских и биолошких примена.
Као што име имплицира, хидрогелови су дизајнирани да хидрирају ране, поново хидратизирају рану и помажу у аутолитичком дебридману. Хидрогел завоји се најчешће користе за ране од опекотина, али и за трауматске ране, улцерације и декубитусе . Због своје велике флексибилности, могу се применити на било ком делу тела. Скидање хидрогел завоја је врло једноставно и безболно. Регенерација и реконструкција коже у току лечења оваквим завојима се одвија брже него при примени традиционалних завоја.

## Карактеристике
Хидрогелови су нерастворљиви полимери који се шире у води и доступни су у облику листова, аморфног гела или облога импрегнираних хидрогелом. Хидрогелови обезбеђују влажно окружење за миграцију ћелија и апсорбују део ексудата. Аутолитички дебридман без оштећења гранулација или епителних ћелија је још једна предност хидрогелних завоја. Зато се хидрогелови препоручују за ране које варирају од сувих до благо ексудирајућих и могу се користити за разградњу мрља на површини ране.
Хидрогелови имају изразито расхлађујуће и умирујуће дејство на кожу, што је драгоцено код опекотина и болних рана. 
Поред употребе код рана, танки хидрогелови су корисни и у лечењу овчијих богиња и зостера (херпес зостера). 
Хидрогелови су индиковани за суве, љуљаве ране са благим ексудатом, ране делимичне дебљине. 
Нерастворљиве хидрофилне структуре овим завојима омогућавају да апсорбују ексудате ране и дифузију кисеоника у лежишту ране како би се убрзало њено зарастање. Хидрогел завоји могу бити тако дизајнирани да спрече бактеријску инфекцију, задрже влагу, промовишу оптималну адхезију за ткива и задовоље основне захтеве биокомпатибилности.
Хидрогел завоји такође могу бити дизајнирани да реагују на промене у микроокружењу и у кориту ране.
Такође хидрогел завоји треба да створе одговарајуће микроокружење за ангиогенезу, регрутовање фибробласта и ћелијску пролиферацију.
Хидрогелови еластично реагују на примењени стрес јер су направљени од материјала попут колагена који показују високу жилавост и ниско трење приликом клизања, смањујући оштећења од механичког напрезања. Хидрогел завоји треба да поседују механичка и физичка својства слична 3Д микроокружењу екстрацелуларном матриксу људске коже. Хидрогел завоји за ране су дизајнирани да имају механизам за примену и уклањање који минимизира евентуалну даљу трауму ткива.
Неки аморфни гелови садрже пропилен гликол који може изазвати алергијске реакције код старије коже. Аморфни хидрогелови се обилно наносе на или у рану и прекривају секундарним завојем као што је пена или филм 

## Врсте
Хидрогел завоји се могу разврстати у следеће категорије: 

### Синтетички хидрогел завоји
Синтетичке хидрогел завоји  су произведени од биомиметичких екстрацелуларних матриксних нановлакна као што је поливинил алкохол, (ПВА). поли(етилен гликол) (ПЕГ), полиуретан (ПУ) и поли(лактид-ко-гликолид) (ПЛГА). Ови завоји се могу дизајнерати и као пептидни хидрогел завоји који се сами састављају.

### Природни хидрогел завоји
Хидрогелни завоји природног порекла на бази полисахарида су синтетизовани од полимера као што су хијалуронска киселина, хитин, хитозан, алгинат и агароза. Природни протеин/протеогликански хидрогел завоји су синтетизовани од полимера као што су колаген, желатин, капа-карагенан и фибрин.

### Биохибридни хидрогел завоји
Хидрогелови се могу модификовати тако да садрже металне катјоне (нпр. бакар, разградиве линкере (нпр. декстран) и адхезивне функционалне групе (нпр. РГД). Интегрисање биолошких деривата у синтетичке хидрогелове омогућава произвођачима да прилагоде афинитете завоја и специфичност везивања, механичка својства и својства која реагују на стимуланс.

## Примена
Ефикасност хидрогелних завоја је процењена на различитим типовима рана. Постоје неки докази који указују на то да су хидрогелови ефикасни завоји за хроничне ране укључујући декубитус, дијабетичке чиреве и венске чиреве, иако су резултати неизвесни.
Показало се да хидрогелови убрзавају зарастање рана од опекотина делимичне и пуне дебљине различите величине.
Друге студије су показале да хидрогелни завоји убрзавају зарастање радиоактивних повреда коже и рана од угриза паса.
Хидрогел завоји смањују време зарастања трауматских повреда коже у просеку за 5,28 дана и смањују бол који су пријавили пацијенти.